# Плазище
Плазище е село в Южна България. То се намира в община Джебел, област Кърджали.

## География
Село Плазище се намира в планински район.

## Население
Преброяване на населението през 2011 г.
Численост и дял на етническите групи според преброяването на населението през 2011 г.:
|                     | Численост | Дял (в %) |
| Общо                | 173       | 100,00    |
| Българи             | 14        | 8,09      |
| Турци               | 75        | 43,35     |
| Цигани              | 0         | 0,00      |
| Други               | 69        | 39,88     |
| Не се самоопределят | 10        | 5,78      |
| Неотговорили        | 5         | 2,89      |

## История
Старото име е Кайряк сейдели 